# Mike Price
Michael "Mike" Price (nacido el 11 de septiembre de 1948 en Russellville, Kentucky) es un exjugador de baloncesto estadounidense que jugó 3 temporadas en la NBA y una en la ABA. Con 1,91 metros de altura, lo hacía en la posición de base. Es hermano del también exjugador Jim Price.

## Trayectoria deportiva

### Universidad
Jugó durante cuatro temporadas con los Fighting Illini de la Universidad de Illinois, en las que promedió 11,9 puntos y 7,0 rebotes por partido.

### Profesional
Fue elegido en la decimoséptima posición del Draft de la NBA de 1970 por New York Knicks, y también por los Denver Rockets, en la décima ronda del draft de la ABA, eligiendo la primera opción. En su ulica temporada completa con los Knicks apenas tuvo oportunidades de jugar, promediando 1,5 puntos en los poco más de 4 minutos que jugó por partido.
Poco después de comenzar la temporada 1971-72 fue despedido, firmando como agente libre por los Indiana Pacers, en aquella época equipo de la ABA. Allí tampoco tuvo suerte, ya que solo disputó cuatro partidos. Al año siguiente firmó contrato con Philadelphia 76ers, donde dispuso de algo más de tiempo en cancha, acabando la temporada con 5,1 puntos y 2,1 rebotes por partido. Al término de la misma, se retiraría definitivamente.

## Estadísticas de su carrera en la NBA y la ABA

### Temporada regular
| Temp.   | Edad | Equipo       | Liga  | P   | TIT | MIN  | TC  | TCA | %TC  | 3P  | 3PA | %3P | TL  | TLA | %TL  | R.OF. | R.DEF. | REB | ASIS | ROB | TAP | PER | FP  | PTS |
| 1970-71 | 22   | N.Y. Knicks  | NBA   | 56  |     | 4.5  | 0.5 | 1.4 | .370 |     |     |     | 0.4 | 0.6 | .706 |       |        | 0.5 | 0.2  |     |     |     | 1.0 | 1.5 |
| 1971-72 | 23   | TOTAL        | TOTAL | 10  |     | 6.5  | 0.8 | 2.3 | .348 | 0.0 | 0.0 |     | 0.9 | 1.1 | .818 | 0.1   | 1.0    | 1.1 | 0.7  |     |     | 0.4 | 1.4 | 2.5 |
| 1971-72 | 23   | N.Y. Knicks  | NBA   | 6   |     | 6.7  | 0.8 | 2.3 | .357 |     |     |     | 1.5 | 1.8 | .818 |       |        | 1.0 | 1.0  |     |     |     | 1.7 | 3.2 |
| 1971-72 | 23   | Indiana      | ABA   | 4   |     | 6.3  | 0.8 | 2.3 | .333 | 0.0 | 0.0 |     | 0.0 | 0.0 |      | 0.3   | 1.0    | 1.3 | 0.3  |     |     | 1.0 | 1.0 | 1.5 |
| 1972-73 | 24   | Philadelphia | NBA   | 57  |     | 13.2 | 2.2 | 5.3 | .415 |     |     |     | 0.7 | 0.8 | .809 |       |        | 2.1 | 1.2  |     |     |     | 1.9 | 5.1 |
| Total   |      |              | TOTAL | 123 |     | 8.7  | 1.3 | 3.3 | .402 | 0.0 | 0.0 |     | 0.6 | 0.7 | .772 | 0.3   | 1.0    | 1.3 | 0.7  |     |     | 1.0 | 1.4 | 3.2 |
|         |      |              | NBA   | 119 |     | 8.8  | 1.3 | 3.3 | .404 |     |     |     | 0.6 | 0.8 | .772 |       |        | 1.3 | 0.7  |     |     |     | 1.5 | 3.3 |
|         |      |              | ABA   | 4   |     | 6.3  | 0.8 | 2.3 | .333 | 0.0 | 0.0 |     | 0.0 | 0.0 |      | 0.3   | 1.0    | 1.3 | 0.3  |     |     | 1.0 | 1.0 | 1.5 |

### Playoffs
| Temp.   | Edad | Equipo      | Liga | P | MIN | TCA | TC | 3PA | 3P | TLA | TL | R.OF. | REB | ASIS | ROB | TAP | PER | FP | PTS | %TC  | %3P | %FT  | MIN | PTS | REB | AST |
| 1970-71 | 22   | N.Y. Knicks | NBA  | 8 | 26  | 4   | 11 |     |    | 4   | 6  |       | 5   | 5    |     |     |     | 11 | 12  | .364 |     | .667 | 3.3 | 1.5 | 0.6 | 0.6 |
| Total   |      |             | NBA  | 8 | 26  | 4   | 11 |     |    | 4   | 6  |       | 5   | 5    |     |     |     | 11 | 12  | .364 |     | .667 | 3.3 | 1.5 | 0.6 | 0.6 |